# Wereldkampioenschappen rodelen 2024
De wereldkampioenschappen rodelen 2024 werden gehouden van 26 tot en met 28 januari 2024 op de Rennschlitten- und Bobbahn Altenberg in het Duitse Altenberg.

## Wedstrijdschema
| Datum      | Tijd  | Onderdeel             |
| ---------- | ----- | --------------------- |
| 26 januari | 13:00 | Sprint                |
| 27 januari | 08:50 | Dubbels (vrouwen)     |
| 27 januari | 11:00 | Dubbels (mannen)      |
| 27 januari | 14:00 | Individueel (mannen)  |
| 28 januari | 10:45 | Individueel (vrouwen) |
| 28 januari | 14:00 | Team                  |

## Medailles
| Onderdeel          | Goud                                                                                                | Goud     | Zilver                                                                                                | Zilver   | Brons                                                                                             | Brons    |
| Mannen             | Mannen                                                                                              | Mannen   | Mannen                                                                                                | Mannen   | Mannen                                                                                            | Mannen   |
| ------------------ | --------------------------------------------------------------------------------------------------- | -------- | --- | -------- | ------------------------------------------------------------------------------------------------- | -------- |
| Individueel        | Max Langenhan Duitsland                                                                             | 1.47,813 | Nico Gleirscher Oostenrijk                                                                            | 1.48,574 | Felix Loch Duitsland                                                                              | 1.48,630 |
| Individueel sprint | David Gleirscher Oostenrijk                                                                         | 33,001   | Max Langenhan Duitsland                                                                               | 33,071   | Kristers Aparjods Letland                                                                         | 33,124   |
| Dubbel             | Juri Gatt Riccardo Schöpf Oostenrijk                                                                | 1.22,924 | Thomas Steu Wolfgang Kindl Oostenrijk                                                                 | 1.22,970 | Tobias Wendl Tobias Arlt Duitsland                                                                | 1.23,279 |
| Dubbel sprint      | Mārtiņš Bots Roberts Plūme Letland                                                                  | 27,863   | Thomas Steu Wolfgang Kindl Oostenrijk                                                                 | 27,895   | Juri Gatt Riccardo Schöpf Oostenrijk                                                              | 27,973   |
| Vrouwen            | |          | |          |                                                                                                   |          |
| Individueel        | Lisa Schulte Oostenrijk                                                                             | 1.43,901 | Julia Taubitz Duitsland                                                                               | 1.44,005 | Madeleine Egle Oostenrijk                                                                         | 1.44,076 |
| Individueel sprint | Julia Taubitz Duitsland                                                                             | 37,702   | Natalie Maag Zwitserland                                                                              | 37,774   | Elīna Ieva Vītola Letland                                                                         | 37,813   |
| Dubbel             | Selina Egle Lara Michaela Kipp Oostenrijk                                                           | 1.24,761 | Anda Upīte Zane Kaluma Letland                                                                        | 1.24,811 | Chevonne Forgan Sophia Kirkby Verenigde Staten                                                    | 1.24,897 |
| Dubbel sprint      | Andrea Vötter Marion Oberhofer Italië                                                               | 28,421   | Anda Upīte Zane Kaluma Letland                                                                        | 28,438   | Marta Robežniece Kitija Bogdanova Letland                                                         | 28,467   |
| Team               | |          | |          |                                                                                                   |          |
| Estafette          | Duitsland Julia Taubitz Tobias Wendl & Tobias Arlt Max Langenhan Dajana Eitberger & Saskia Schirmer | 3.10,869 | Verenigde Staten Summer Britcher Dana Kellogg & Frank Ike Tucker West Chevonne Forgan & Sophia Kirkby | 3.11,227 | Letland Elīna Ieva Vītola Mārtiņš Bots & Roberts Plūme Kristers Aparjods Anda Upīte & Zane Kaluma | 3.11,275 |

### Medaillespiegel
| Plaats | Land             | Goud | Zilver | Brons | Totaal |
| 1      | Oostenrijk       | 4    | 3      | 2     | 9      |
| 2      | Duitsland        | 3    | 2      | 2     | 7      |
| 3      | Letland          | 1    | 2      | 4     | 7      |
| 4      | Italië           | 1    | 0      | 0     | 1      |
| 5      | Verenigde Staten | 0    | 1      | 1     | 2      |
| 6      | Zwitserland      | 0    | 1      | 0     | 1      |
| Totaal | Totaal           | 9    | 9      | 9     | 27     |